# Qiantang-Fluss
Der Qiantang-Fluss (chinesisch 钱塘江, Pinyin Qiántáng Jiāng) ist der wichtigste Fluss in der chinesischen Provinz Zhejiang.
Vor seiner Mündung in die Hangzhou-Bucht und damit ins Ostchinesische Meer fließt er durch die Provinzhauptstadt Hangzhou. Sein Oberlauf ist unter dem Namen Xin’an Jiang (新安江) bekannt. Der Fluss wurde früher Zhe Jiang (浙江) genannt und ist Namensgeber der gleichnamigen Provinz Zhejiang.
Er ist 494 Kilometer lang und hat ein Einzugsgebiet von 54.349 Quadratkilometern. Große Teile des Hauptlaufes und einiger Seitenläufe sind schiffbar. Der Wasserabfluss beträgt 1434 m³/s.
In China ist der Fluss für seine jährliche Springflut bekannt. Die aus der Bucht in den engeren Fluss flussaufwärts kommende Flut führt zu einer bis zu neun Meter hohen Gezeitenwelle. Der „Silberne Drache“, wie die riesige Welle genannt wird, lockt jährlich hunderttausende Schaulustige an, die das Naturschauspiel verfolgen. Die Gezeitenwelle des Qiantang-Flusses gilt als die weltweit größte ihrer Art.